# مایکل جکسون (بازیکن فوتبال، زاده ۱۹۸۰)
مایکل جکسون (انگلیسی: Michael Jackson؛ زادهٔ ۲۶ ژوئن ۱۹۸۰) بازیکن فوتبال اهل بریتانیا است.
از باشگاه‌هایی که در آن بازی کرده‌است می‌توان به باشگاه فوتبال سوانزی سیتی، باشگاه فوتبال چلتنهام تاون، باشگاه فوتبال وستون سوپر مار، باشگاه فوتبال سایرون‌سستر تاون، و باشگاه فوتبال وستون سوپر مار، باشگاه فوتبال سایرون‌سستر تاون، و باشگاه فوتبال بیشاپس کلیو اشاره کرد.